# BMC ADO16
BMC ADO16 er en serie personbiler, fremstillet af British Motor Corporation (BMC's) mellem 1962 og 1974. Bilen blev solgt under BMC's forskellige mærker, men primært under mærkerne Austin og Morris som enten Austin/Morris 1100 eller Austin/Morris 1300. Bilen blev i Danmark markedsført som Morris Marina.

## Baggrund
Da konstruktionen af Mini'en var færdig, begyndte Alec Issigonis arbejdet med en større familiebil, bygget på de samme principper. Den nye bil fik en større udgave af BMC's A-motor og havde skivebremser på forhjulene. Karrosseriet er tegnet af Pininfarina. Med ADO 16 introducerede BMC sin Hydrolastic affjedring, der kunne bruges i flere og flere af koncernens biler. Hydrolastic blev bygget op omkring hydrauliske fjederelementer, som erstattede de traditionelle fjedre og støddæmpere.
Bilen gik i produktion i sommeren 1962, og var i resten af 1960'erne Storbritannien's bedst sælgende bil, i konkurrence med den mere konventionelle Ford Cortina.
ADO16 blev fremstillet under næsten alle BMC's mærkenavne, ikke mindre end seks forskellige versioner:
Austin, Morris, MG, Wolseley, Vanden Plas Princess og Riley

## 1100/1300
Bilen solgtes i de første år kun med 1100cc motor. På det britiske hjemmemarked solgtes kun firedørs biler, men en todørs variant tilføjedes snart til eksport. Austin og Morris motorer havde enkelt karburator, de øvrige varianter var udstyret med dobbelt karburator. I 1966 kom hatchback varianter fra Austin og Morris. Fra juni 1967 kunne de fire finere versioner leveres med 1275cc motor med enkelt karburator.
I oktober 1967 introduceredes Mark II-version. Den er kendetegnet ved mindre finner på bagskærmene. todørsbiler solgtes nu på hjemmemarkedet og 1275cc motor blev tilføjet som en mulighed, selv i billigere biler. Fra foråret 1968 solgtes de fire finere versioner kun med større motor, og nu kun med dobbelt karburator.
I efteråret 1969 udgik Riley af BMC's modelprogram. I stedet kom Austin og Morris i 1300 GT-version med dobbelt karburator.
I september 1971 introduceredes den endelige Mark III udgave med ny instrumentering og bedre sæder. Nu fandtes kun Austin, Wolseley og Vanden Plas i programmet.

### Morris
Morris 1100 (i Danmark benævnt Morris Marina) blev præsenteret i august 1962 som den første ADO16 version. Rivaliseringen inden for salgsorganisationen havde ført til at Morris forhandlere hævdede, at indførelsen af Austin versionen blev forsinket, fordi de vidste, at Austin havde et mere konkurrencedygtigt modelprogram. På Geneva Motor Show 1966 præsenteredes hatchbackudgaven Traveller.
Med Mk II versionen modificeredes karrosseri og interiør, og en 1300 motor kom også til. Med den større motor var der også fuldt synkroniseret gearkasse. I oktober 1969 blev tilføjet 1300 GT med dobbelt karburator. Dette var en MG 1300 med fire døre.
Produktionen af sedan-modellen sluttede i efteråret 1971, og den blev erstattet af Morris Marina. Kombiudgaven Traveller produceredes indtil 1973 i Mk III version.
Totalt fremstilledes cirka 723.000 Morris 1100/1300

### MG
I oktober 1962 kom den sportslige MG-version, med dobbelt karburator. Den havde en traditionel MG kølergrill og instrumentbræt af træ. Fra juni 1967 kunne MG leveres med 1275cc motor.
Mk II versionen af MG havde kraftigere motor, synkroniseret gearkasse og samme instrumentbræt som Rileyen. Bilen solgtes nu kun i to-dørs udgave.
Produktionen af MG modellen sluttede i efteråret 1971, efter 157.409 fremstillede eksemplarer.

### Austin
Lidt over et år efter Morris 1100 blev Austin-versionen præsenteret i september 1963. Bortset fra fronten, og instrumentbrættet var bilerne identiske. På Geneva Motor Show 1966 fremvistes hatchbackudgaven Countryman. I Danmark kaldtes denne for Austin 1100/1300
Med Mk II versionen indførtes et modificeret karrosseri og interiør, med samme instrumentbræt som Morris. Nu kom der også en 1300 motor til Austin. Med den større motor var der også fuldt synkroniseret gearkasse. I oktober 1969 kom 1300 GT med dobbelt karburator.
Mark III versionen blev opdateret med en ny kølergrill samt ny instrumentering og bedre sæder.
Produktionen fortsatte indtil juni 1974, med omkring 1.052.000 fremstillede eksemplarer.

### Vanden Plas Princess
Vanden Plas-versionen blev vist på London Motor Show i oktober 1963. Den havde et meget luksuriøst interiør med valnøddepaneler, læderindtræk og små picnicborde til passagererne på forsædets ryglæn. Sådan overdådig luksus var aldrig før set i en så lille bil. Prinsess'en havde også instrumentbræt af træ, med runde instrument, der var enestående til modellen. Fra juni 1967 kunne bilen leveres med 1275cc motor.
Mk II version af Vanden Plas havde fuldt synkroniseret gearkasse.
Produktionen af Princess 1100/1300 ophørte, som den sidste britiske ADO16-bil, i juni 1974, efter 43.741 eksemplarer.

### Wolseley
Wolseley-versionen blev præsenteret i september 1965. Den delte MG 's dobbeltkarburator og instrumentbræt. Den havde dog den traditionelle Wolseley kølergrill. Bilen erstattede den Morris Minor-baserede Wolseley 1500. Fra juni 1967 kunne bilen leveres med 1275cc motor.
Mk II version af Wolseley havde fuldt synkroniseret gearkasse.
Produktion af Wolseley 1100/1300 sluttede foråret 1973, i forbindelse med indførelsen af Austin Allegro, efter 44.867 eksemplarer.

### Riley
Samtidig med Wolseley versionen kom også Riley Kestrel i september 1965, med MG 's dobbeltkarburator. Den havde en traditionel Riley kølergrill og sit eget instrumentbræt, komplet med omdrejningstæller. Kestrel erstattede den Morris Minor-baserede Riley 1,5. Fra juni 1967 kunne Rileyn fås med 1275cc motor.
Mk II versionen af Riley havde kraftigere motor og synkroniseret gearkasse. Bilen havde nu mistet navnet Kestrel.
Produktionen sluttede i juli 1969, efter 21.529 fremstillede Kestrel/1300 og dermed udgik mærket Riley.

## ADO16 i den øvrige verden
BMC var en verdensomspændende virksomhed med datterselskaber og samlefabrikker i mange lande. I løbet af de "gode år" i 1950'erne og 1960'erne havde man også ressourcer til at tilpasse bilerne til den lokale smag i de øvrige lande.

### Australien
Fra 1969 solgtes Morris 1500 i Australien med Austin Maxi's E-motor med overliggende knastaksel.
1500 fandtes også som Morris Nomad med halvkombi-karosseri. Både 1500 og Nomad exporteredes til New Zealand, hvor de solgtes under Austin-navnet.

### Italien
BMC samarbejdede allerede i begyndelsen af 1960'erne med Innocenti, hvor den italienske fabrik byggede BMC-biler på licens. Innocenti byggede ADO16 mellem 1963 og 1974.

### Spanien
Mellem 1965 og 1976 havde BMC et datterselskab i Spanien, kaldet Authi, som fremstillede forskellige BMC produkter. Fabrikken blev derefter solgt til SEAT.
Authi byggede ADO16 med en en-liters motor fra Minien. Bilen blev også eksporteret til lande som Danmark og Grækenland.
Bl.a. importeredes i 1975 en del ADO16'ere for at tilfredsstille danskernes ønsker om en ADO16, efter at BMC var begyndt at fremstille Austin Allegro i stedet. Disse blev solgt som Austin De Luxe.
Giovanni Michelotti designede et ny karosseri til ADO16, med Triumph-lignende front og stort bagagerum. Mellem 1972 og 1975 fremstilledes bilen under navnet Austin Victoria. Denne blev ikke importeret til Danmark.

### Sydafrika
Michelottis "three box"-model blev bygget i Sydafrika mellem 1971 og 1977 under navnet Austin Apache.

## Billeder
- Austin 1300 GT
- Morris 1100
- MG 1300
- Riley Kestrel
- Vanden Plas 1300
- Wolseley 1300
- ADO16 kombi
- Spanskfremstillet Austin Victoria
- Italiensk Innocenti J4

- Wikimedia Commons har flere filer relateret til BMC ADO16

## Motor
ADO16 var udstyret med en BMC A-motor, som har været i produktion siden Austin A30's dage. Motoren var tværliggende, placeret ovenpå transmissionen. Motor og transmission havde almindeligt smøresystem, som krævede hyppige olieskift for at fungere godt. Fra 1967 kunne bilen leveres med automatgear.
| Model   | Motor                        | Cylindervolumen | Effekt   | Karburator            |
| ------- | ---------------------------- | --------------- | -------- | --------------------- |
| 1100    | 4-cyl rækkemotor topventilet | 1098 cm³        | 48 hk    | Enkelt                |
| 1100 TC | 4-cyl rækkemotor topventilet | 1098 cm³        | 55 hk    | Dobbelt SU karburator |
| 1300    | 4-cyl rækkemotor topventilet | 1275 cm³        | 58 hk    | Enkel karburator      |
| 1300 TC | 4-cyl rækkemotor topventilet | 1275 cm³        | 65-70 hk | Dobbelt SU karburator |